# محمدیوسف واله اصفهانی
میرزا محمدیوسف قزوینی اصفهانی متخلص به «واله»، تاریخ‌نگار و شاعر ایرانی در سدهٔ یازدهم هجری است.
محمدیوسف، فرزند محمدحسین خان و برادر میرزا محمد طاهر وحید است و با نصرآبادی (زاده ۱۰۸۳ ه‍. ق) معاصر بود. در اواخر عهد شاه صفی (۱۰۵۲ -۱۰۳۸ ق) به امور دفتری و دیوانی روزگار می‌گذراند و در زمان شاه عباس دوم (۱۰۷۷ -۱۰۵۲ ه‍. ق) به نوشتن ارقام و منشور اشتغال داشت. می‌گویند در ۱۰۶۶ ه‍. ق به وزارت توپخانه منصوب شد که تا زمان شاه سلیمان (۱۱۰۵ -۱۰۷۷ ق) در این منصب بود.
واله در نظم و نثر تبحر داشت و خط را نیکو می‌نوشت. اشعاری از وی در تذکره‌ها آمده‌است. از آثار اوست: خلد برین، ایران در روزگار صفویان، که در ۱۰۷۸ ه‍. ق تألیف شده و تاریخی است که از زمان خلقت آدم تا پادشاهی شاه سلیمان صفوی را شامل می‌شود.